# NGC 5533
NGC 5533 é uma galáxia espiral (Sab) localizada na direcção da constelação de Boötes. Possui uma declinação de +35° 20' 38" e uma ascensão recta de 14 horas, 16 minutos e 07,4 segundos.
A galáxia NGC 5533 foi descoberta em 1 de Maio de 1785 por William Herschel.